# Portela (Vila Nova de Famalicão)
Portela é uma povoação portuguesa do Município de Vila Nova de Famalicão que foi sede da extinta Freguesia de Portela, freguesia que tinha 2,51 km² de área e 585 habitantes (2011), e, por isso, uma densidade populacional de 233,1 hab/km². 
A Freguesia de Portela foi extinta em 2013, no âmbito de uma reforma administrativa nacional, tendo o seu território sido agregado ao das freguesias de Telhado e de São Cosme do Vale, para formar uma nova freguesia denominada União das Freguesias de Vale (São Cosme), Telhado e Portela com sede em São Cosme do Vale.
A santa padroeira é Santa Marinha, que está simbolizada no brasão da freguesia por uma pena. Também é onde se localiza a nascente do rio Pelhe, um dos afluentes do rio Ave.

## População
| População da freguesia de Portela | População da freguesia de Portela | População da freguesia de Portela | População da freguesia de Portela | População da freguesia de Portela | População da freguesia de Portela | População da freguesia de Portela | População da freguesia de Portela | População da freguesia de Portela | População da freguesia de Portela | População da freguesia de Portela | População da freguesia de Portela | População da freguesia de Portela | População da freguesia de Portela | População da freguesia de Portela |
| --------------------------------- | --------------------------------- | --------------------------------- | --------------------------------- | --------------------------------- | --------------------------------- | --------------------------------- | --------------------------------- | --------------------------------- | --------------------------------- | --------------------------------- | --------------------------------- | --------------------------------- | --------------------------------- | --------------------------------- |
| 1864                              | 1878                              | 1890                              | 1900                              | 1911                              | 1920                              | 1930                              | 1940                              | 1950                              | 1960                              | 1970                              | 1981                              | 1991                              | 2001                              | 2011                              |
| 240                               | 261                               | 239                               | 241                               | 240                               | 258                               | 269                               | 303                               | 315                               | 332                               | 396                               | 518                               | 584                               | 635                               | 585                               |